# Aurora (Illinois)
Aurora es una ciudad ubicada en los condados de condado de Kane, DuPage, Kendall, y Will en el estado estadounidense de Illinois. En el Censo de 2010 tenía una población de 197.899 habitantes y una densidad poblacional de 1.668,51 personas por km².
Aurora es la segunda mayor ciudad en el estado de Illinois, en el medio oeste de Estados Unidos. Forma parte del área metropolitana de Chicago. La ciudad adoptó el sobrenombre de The City of Lights en 1908 porque fue una de las primeras ciudades en Estados Unidos en implantar un sistema totalmente eléctrico de alumbrado público en 1881. 

## Historia
Antes de los primeros colonizadores europeos existía un pueblo nativo americano en lo que hoy es el centro histórico de Aurora, en los márgenes del río Fox. En 1834, tras la Guerra de Halcón Negro, los hermanos McCarty llegaron y tomaron posesión de ambas riberas, para vender posteriormente la occidental. Los hermanos Lake construyeron un molino en la orilla opuesta del río. Los McCarty vivían y trabajaban en su molino en la orilla oriental. Así pues Aurora se constituyó sobre la base de dos núcleos de población originales a ambos lados del río Fox: el oriental y el occidental, fundados por los hermanos McCarty y Lake respectivamente. En 1837 se inaugura la oficina de correos dando lugar a la actual Aurora. En 1857 ambas partes de Aurora se unifican oficialmente. El Departamento de Bomberos de Aurora fue fundado en 1856, y adquirió su primer vehículo en el mismo año. Los habitantes de ambos asentamientos eran incapaces de ponerse de acuerdo en la ubicación de los edificios públicos a uno u otro lado del río, por eso la mayoría de estos fueron construidos en la Isla de Stolp, situada en medio del río. En la actualidad hay un garaje en el lugar en que se encontraban Ayuntamiento y oficina de correos.
Como la ciudad crecía se generaron muchos puestos de trabajo en el municipio. En 1856 la compañía de ferrocarril Burlington and Quincy de Chicago instaló su fábrica y taller de locomotoras en el municipio. Sería el principal empleador de la localidad hasta la década de 1960. La gran cantidad de industrias pesadas que fueron ubicadas en la zona oriental del municipio atrajeron a muchas generaciones de inmigrantes europeos principalmente británicos, irlandeses, escandinavos, luxemburgueses, alemanes, franceses e italianos. The professional and managerial workers more likely came from Yankee stock and settled across the river, haciendo de la margen occidental la más poblada. Aurora se convirtió en el centro económico de la zona de Fox Valley gracias a la combinación de tres factores: su alto grado de industrialización, su río navegable que la dividía y la industria ferroviaria. Las barriadas occidentales y orientales de Aurora todavía mantienen una enconada rivalidad que se desata en partidos anuales de fútbol americano y baloncesto entre los institutos de ambas zonas. Son los derbies de esta clase más antigua en todo el estado de Illinois.
Al principio del boom económico la ciudad era integradora y tolerante con la inmigración, apoyando abiertamente la abolición de la esclavitud antes de la Guerra de Secesión. Los inmigrantes mexicanos comenzaron a llegar después de 1910. En lo social la ciudad mantenía una actitud progresista sobre asuntos religiosos, educativos, relacionados con el bienestar social o con los derechos de la mujer. El primer distrito escolar público libre de Illinois fue establecido en 1851 y se construyó un instituto femenino cuatro años después. En 1887, 20 congregaciones, incluyendo dos iglesias negras representaban 9 religiones establecidas en la zona. El grupo de la YWCA que todavía se encuentra activo comenzó en 1893.
La ciudad fue un centro manufacturero de primer orden hasta 1974, cuando cerraron los negocios relacionados con el ferrocarril. Enseguida cerrarían y se trasladarían otras fábricas. En 1980, apenas existían polígonos industriales en la ciudad y el desempleo alcanzaba el 16%. Aunque el desarrollo de la zona de Far East y la apertura del centro comercial de Westfield Fox Valley estimuló la economía local también desplazó el centro de gravedad del municipio hacia las afueras, contribuyendo a la degradación del centro histórico (alrededores de Stolp Island). Las tasas de delincuencia aumentaron hasta mediados de la década de 1980. En esta época se inicia una nueva oleada de inmigración mexicana que duraría hasta bien entrados los noventa. A finales de los 80 muchos negocios y parques industriales fueron establecidos en las afueras de la ciudad. En 1993 se inauguró un casino en el centro histórico, lo que supuso la primera remodelación de esta zona en 20 años. A finales de la década de 1990 se sucedieron desarrollos urbanísticos en zonas rurales de los alrededores de Aurora aumentando la población de la ciudad sobre todo en su parte más oriental, perteneciente al Condado de Dupage. Hoy dicha zona está poblada por más de 70.000 personas.

## Geografía
Aurora se encuentra ubicada en las coordenadas 41°45′48″N 88°17′24″O / 41.76333, -88.29000. Según la Oficina del Censo de los Estados Unidos, Aurora tiene una superficie total de 118.61 km², de la cual 116.38 km² corresponden a tierra firme y (1.88%) 2.22 km² es agua.

## Demografía
Según el censo de 2010, había 197899 personas residiendo en Aurora. La densidad de población era de 1.668,51 hab./km². De los 197899 habitantes, Aurora estaba compuesto por el 59.71% blancos, el 10.71% eran afroamericanos, el 0.51% eran amerindios, el 6.69% eran asiáticos, el 0.03% eran isleños del Pacífico, el 19.05% eran de otras razas y el 3.29% pertenecían a dos o más razas. Del total de la población el 41.34% eran hispanos o latinos de cualquier raza.

## Economía
Aurora está incluida en el Illinois Technology and Research Corridor. Como muchas ciudades de la zona metropolitana de Chicago la ciudad tiene una larga tradición manufacturera. Algunas de las fábricas que ha albergado son: Lyon Workspace Products, The Aurora Silverplate Manufacturing Company, Barber Greene Ltd., Chicago Corset Company, Aurora Brewing Company, Stephens-Adamson Company, Caterpillar Inc., Allsteel Metals, National Metalwares, y Western Wheeled Scraper Works (later Austin-Western Inc.). El mayor empleador del municipio fue la Chicago Burlington and Quincy Railroad, (posteriormente denominada Burlington Northern o BNSF). Esta compañía tenía su central en Aurora, en el actual bar Walter Payton's Roundhouse.

## Turismo
En 1987 fue inaugurado en la ciudad el Centro de Convenciones y Turismo de Aurora (AACVB por sus siglas en inglés).

## Hermanamientos
- Iguala, México (2007)[6][7][8][7][9]
- Durango, México (2018)[10][11][12]